# Tellurtrioxid
Tellurtrioxid ist eine chemische Verbindung und das Anhydrid der Orthotellursäure H6TeO6.

## Eigenschaften
Es ist ein gelber, trigonal/rhomboedrisch kristallisierender Feststoff und existiert in zwei Modifikationen, der röntgenamorphen gelb-orangen α-Form und der grauen mikrokristallinen β-Form. Diese kristallisiert trigonal, Raumgruppe R3c (Raumgruppen-Nr. 167) mit den Gitterparametern a = 5,195 Å und α = 56,38°.

## Gewinnung und Darstellung
Die gelb-orange Form entsteht bei der Entwässerung der Orthotellursäure bei ca. 300–320 °C. Die gelbe Farbe kommt durch Elektronenübertrag des Sauerstoffs auf das Tellur („Charge-Transfer“) zustande. Die graue β-Form entsteht aus der Orthotellursäure im zugeschmolzenen Rohr bei 320 °C bei Anwesenheit von konzentrierter Schwefelsäure. Die β-Form ist wesentlich reaktionsträger. Das zeigt sich z. B. daran, dass es sich in Wasser, Säuren und sogar heißen Laugen nicht löst. Beide Formen des Tellurtrioxids zerfallen oberhalb von ca. 400 °C in Tellur(IV)-oxid und Sauerstoff.